# یواس‌اس کرشاو (ای‌پی‌ای-۱۷۶)
یواس‌اس کرشاو (ای‌پی‌ای-۱۷۶) (به انگلیسی: USS Kershaw (APA-176)) یک کشتی بود که طول آن ۴۵۵ فوت ۰ اینچ (۱۳۸٫۶۸ متر) بود. این کشتی در سال ۱۹۴۴ ساخته شد.